# Ilyrgis olivacea
Ilyrgis olivacea är en fjärilsart som beskrevs av Rothschild 1916. Ilyrgis olivacea ingår i släktet Ilyrgis och familjen nattflyn. Inga underarter finns listade i Catalogue of Life.